# Creatures (công ty)
Creatures Inc. là một công ty phát triển trò chơi điện tử Nhật Bản liên kết với The Pokémon Company. Do Ishihara Tsunekazu thành lập vào tháng 11 năm 1995, với sự hỗ trợ của Iwata Satoru, vào thời điểm đó vẫn đang là chủ tịch của Hal Laboratory, cũng như là người kế nhiệm công ty Ape Inc của Itoi Shigesato công ty nổi tiếng nhất với việc tạo ra thẻ bài Pokémon, thiết kế đồ chơi Pokémon và phát triển các trò chơi điện tử khác nhau. Chủ tịch hiện tại là Tanaka "Hip" Hirokazu , trước đây được biết đến với vai trò sản xuất và soạn nhạc cho nhiều trò chơi khác của Nintendo. Công ty có trụ sở chính tại Chiyoda, Tokyo, gần ga tàu điện Ichigaya Station.

## Lịch sử

### 1989-1994: Khi là Ape Inc.
Ape, Inc thành lập vào tháng 3 năm 1989 với Itoi Shigesato là giám đốc điều hành (CEO). Chủ tịch Nintendo Hiroshi Yamauchi muốn hỗ trợ tài năng mới trong lĩnh vực thiết kế trò chơi này. Thích công việc của Itoi, ông đề xuất ý tưởng của công ty cho Itoi và đầu tư vào nó. Nhân viên của Ape bao gồm Tsunekazu Ishihara, người sau này trở thành CEO của the Pokémon Company, và Ashura Benimaru Itoh, một họa sĩ minh họa nổi tiếng. Họ bắt đầu làm việc với Mother, phát hành vào 27 tháng 7 năm 1989. Âm nhạc sáng tác bởi Tanaka Hip, người sau này trở thành CEO thứ hai của Creatures. Nhóm tiếp tục phát triển "Mother 2", ở phương Tây gọi là EarthBound . Khi việc phát triển trò chơi này bắt đầu chững lại, Iwata Satoru của HAL Laboratory đã được đưa vào để giúp đỡ dự án. Trò chơi phát hành tại Nhật Bản vào ngày 27 tháng 8 năm 1994. Nhóm Ape đã bị giải thể vào năm 1995.

### 1995-present: Khi là Creatures Inc.
Creatures, Inc. thành lập ngày 8 tháng 11 năm 1995 dưới quyền CEO Ishihara Tsunekazu và cựu nhân viên từ Ape.
Trước đây, Creatures có trụ sở chính trên tầng 7 của Nintendo Kanda Building (任天堂神田ビル Nintendō Kanda Biru) ở  Sudachō, Chiyoda, Tokyo. Sau đó, họ chuyển đến tòa nhà năm tầng của Kawasakiteitoku Building (川崎定徳ビル kawasakiteitoku Biru) ở Nihonbashi, Chūō, Tokyo.
Creature cũng nổi tiếng với việc tạo ra các thẻ bài Pokémon và trò chơi nhượng quyền thương mại Pokémon.

## Trò chơi
Ape/Creatures đã phát triển hoặc đóng góp vào quá trình phát triển của những trò chơi sau
|  | = phát triển        |
|  | = đồng phát triển   |
|  | = hỗ trợ phát triển |
|  | = phát hành         |

### Khi là Ape
|  | Năm  | Tựa                   | Hệ máy           | Nhà phát triển | Vai trò         | Ghi chú |
|  | ---- | --------------------- | ---------------- | -------------- | --------------- | --- |
|  | 1989 | Mother                | NES              | Ape            | Phát triển      | Ban đầu chỉ có Nhật Bản. Phát hành lại trên toàn thế giới vào năm 2015 với tên gọi EarthBound Beginnings.                                   |
|  | 1993 | Monopoly              | SNES             | CreamSoft, Ape | Đồng phát triển | Độc quyền Nhật Bản. |
|  | 1994 | EarthBound            | SNES             | Ape, HAL       | Đồng phát triển | Phát hành với tên Mother 2 tại Nhật Bản. |
|  | 1995 | Mario's Picross       | Game Boy         | Ape, Jupiter   | Đồng phát triển | |
|  | 1995 | Tamori's Picross      | SNES             | Ape, Jupiter   | Đồng phát triển | Một loạt trò chơi nhỏ phân phối qua mạng Satellaview, trùng với một chương trình radio của Tamori nổi tiếng ở Nhật Bản. Độc quyền Nhật Bản. |
|  | 1995 | The Monopoly Game 2   | SNES             | Tomcat System  | Phát hành       | Xuất bản chung bởi Tomy và Ape. Độc quyền Nhật Bản.                                                                                         |
|  | 1995 | Mario's Super Picross | SNES             | Ape, Jupiter   | Đồng phát triển | Độc quyền Nhật Bản |
|  | 2003 | Mother 1+2            | Game Boy Advance | Ape, HAL       | Bản chuyển thể  | Băng tổng hợp Mother và Mother 2. Độc quyền Nhật Bản.                                                                                       |

### Khi là Creatures
|  | Năm              | Tựa                               | Hệ máy           | Nhà phát triển                                | Vai trò                                                         | Ghi chú |
|  | ---------------- | --------------------------------- | ---------------- | --------------------------------------------- | --------------------------------------------------------------- | --- |
|  | 1996             | Picross 2                         | Game Boy         | Creatures, Jupiter                            | Đồng phát triển                                                 | Độc quyền Nhật Bản                                                                                                 |
|  | 1997             | Mini Yonku GB: Let's & Go!!       | Game Boy         | Creatures, Jupiter                            | Đồng phát triển                                                 | Dựa trên trò chơi đua xe mini yonku. Độc quyền Nhật Bản                                                            |
|  | 1998             | Game Boy Camera                   | Game Boy         | Nintendo R&D1, Creatures, Game Freak, Jupiter | Đồng phát triển phần mềm.                                       | |
|  | 1998             | Pokémon Stadium (Bản tiếng Nhật)  | Nintendo 64      | Nintendo EAD                                  | Tạo mẫu Pokémon.                                                | Độc quyền Nhật Bản                                                                                                 |
|  | 1998             | Hey You, Pikachu!                 | Nintendo 64      | Ambrella                                      | Tạo mẫu Pokémon.                                                | |
|  | 1998             | Pokémon Trading Card Game         | Game Boy Color   | Hudson, Creatures                             | Lập kế hoạch, thiết kế trò chơi, thiết kế thẻ bài.              | |
|  | 1999             | Super Smash Bros.                 | Nintendo 64      | HAL                                           | Tạo mẫu Pokémon, thiết kế mở đầu.                               | |
|  | 1999             | Pokémon Snap                      | Nintendo 64      | HAL                                           | Phần minh họa 2D, Tạo mẫu Pokémon.                              | |
|  | 1999             | Pokémon Stadium (bản quốc tế)     | Nintendo 64      | Nintendo EAD                                  | Phần minh họa 2D, Tạo mẫu Pokémon.                              | Phiên bản nâng cấp của Pokémon Stadium gốc. Phát hành tại Nhật Bản với tên gọi Pokemon Stadium 2.                  |
|  | 2000             | Pokémon Stadium 2                 | Nintendo 64      | Nintendo EAD                                  | Tạo mẫu Pokémon.                                                | Phát hành tại Nhật Bản với tên Pokemon Stadium Gold Silver.                                                        |
|  | 2000 (cancelled) | Mother 3: The End of the Pig King | Nintendo 64      | HAL                                           | Character modeling.                                             | Đã hủy vào năm 2000. Đừng nhầm lẫn với game GBA Mother 3. Xem thêm: Quá trình phát triển Mother 3.                 |
|  | 2001             | Chee-Chai Alien                   | Game Boy Color   | Creatures                                     | Phát triển                                                      | Độc quyền Nhật Bản                                                                                                 |
|  | 2001             | Pokémon Card GB2: GR-dan Sanjo!   | Game Boy Color   | Hudson, Creatures                             | Lập kế hoạch, thiết kế trò chơi, thiết kế thẻ.                  | Độc quyền Nhật Bản Phụ đề dịch là Here Comes Team GR!, và đôi khi là The Invasion of Team GR!                      |
|  | 2001             | Super Smash Bros. Melee           | GameCube         | HAL                                           | Mô hình nhân vật, màn chơi và hình tượng. Thiết kế phim mở đầu. | |
|  | 2003             | Pokémon Colosseum                 | GameCube         | Genius Sonority                               | Tạo mẫu Pokémon.                                                | |
|  | 2005             | Nonono Puzzle Chailien            | Game Boy Advance | Creatures, Nintendo                           | Đồng phát triển                                                 | Độc quyền Nhật Bản, Chailien đôi khi đọc là Chairian.                                                              |
|  | 2005             | Pokémon XD: Gale of Darkness      | GameCube         | Genius Sonority                               | Tạo mẫu Pokémon.                                                | |
|  | 2006             | Pokémon Ranger                    | Nintendo DS      | HAL                                           | Hỗ trợ nhà phát triển.                                          | |
|  | 2006             | Project Hacker: Kakusei           | Nintendo DS      | Red Entertainment                             | Hỗ trợ nhà phát triển.                                          | Độc quyền Nhật Bản                                                                                                 |
|  | 2006             | Pokémon Battle Revolution         | Wii              | Genius Sonority                               | Tạo mẫu Pokémon.                                                | |
|  | 2007             | Pokemon Battrio                   | Arcade           | Tomy, AQ Interactive                          | Tạo mẫu Pokémon, thiết kế thùng.                                | Thùng máy Arcade. Độc quyền Nhật Bản                                                                               |
|  | 2008             | Pokémon Ranger: Shadows of Almia  | Nintendo DS      | Creatures                                     | Phát triển                                                      | |
|  | 2008             | Personal Trainer: Walking         | Nintendo DS      | Nintendo NSD, Creatures, Engines              | Đồng phát triển phần mềm                                        | |
|  | 2009             | PokéPark Wii: Pikachu's Adventure | Wii              | Creatures                                     | Phát triển                                                      | |
|  | 2010             | Pokémon Ranger: Guardian Signs    | Nintendo DS      | Creatures                                     | Phát triển                                                      | |
|  | 2011             | Pokémon Card Game: How to Play DS | Nintendo 3DS     | Creatures, ZENER WORKS                        | Đồng phát triển                                                 | Hướng dẫn chơi Pokémon Trading Card Game, được tặng kèm với một bộ bài có tên là Beginning Set. Độc quyền Nhật Bản |
|  | 2011             | Pokédex 3D                        | Nintendo 3DS     | Creatures                                     | Phát triển                                                      | Ứng dụng miễn phí. Đã ngừng sau ngày 1 tháng 10 năm 2012.                                                          |
|  | 2011             | PokéPark 2: Wonders Beyond        | Wii              | Creatures                                     | Phát triển                                                      | |
|  | 2012             | Pokémon Dream Radar               | Nintendo 3DS     | Creatures, Game Freak                         | Đồng phát triển                                                 | |
|  | 2012             | Pokédex 3D Pro                    | Nintendo 3DS     | Creatures                                     | Phát triển                                                      | Phiên bản nâng cấp của Pokédex 3D. Ứng dụng trả phí, không giống như tiền thân của nó.                             |
|  | 2012             | Pokédex for iOS                   | iOS              | Creatures                                     | Phát triển                                                      | Đã ngừng vào ngày 30 tháng 11 năm 2015.                                                                            |
|  | 2013             | Pokémon X and Y                   | Nintendo 3DS     | Game Freak                                    | Tạo mẫu Pokémon.                                                | |
|  | 2016             | Pokémon Go                        | iOS, Android     | Niantic                                       | Tạo mẫu Pokémon.                                                | |
|  | 2016             | Pokkén Tournament                 | Wii U            | Bandai Namco Studios                          | Tạo mẫu Pokémon.                                                | |
|  | 2016             | Detective Pikachu                 | Nintendo 3DS     | Creatures                                     | Phát triển                                                      | |
|  | 2019             | Pokémon Sword and Shield          | Nintendo Switch  | Game Freak                                    | Tạo mẫu Pokémon.                                                | |